# Campeonato femenino sub-20 de la CAF de 2018
El Campeonato femenino sub-20 de la CAF de 2018 fue el IX torneo que decidió qué naciones africanas participarían de la Copa Mundial Femenina de Fútbol Sub-20 de la FIFA.

## Eliminatorias
6 equipos fueron elegidos para participar en la ronda preliminar.

### Ronda preliminar
| Equipo 1 | Global | Equipo 2     | Ida   | Vuelta |
| -------- | ------ | ------------ | ----- | ------ |
| Burundi  | 8 - 1  | Yibuti       | 6 - 0 | 2 - 1  |
| Libia    | w/o    | Sierra Leona |       |        |
| Botsuana | w/o    | Kenia        | 1 - 7 |        |

| 22 de julio de 2017, 15:00 | Burundi                                                                 | 6:0 (2:0) | Yibuti | Prince Louis Rwagasore Stadium, Buyumbura, |                                            |
|                            | - Niyonkuru 9' - Nahimana 12', 57', 62' - Irankunda 73' - Djafari 90+3' | Reporte   |        | Árbitra: Florentina Zablon Chief, Tanzania | Árbitra: Florentina Zablon Chief, Tanzania |

| 5 de agosto de 2017, 16:00 | Yibuti     | 1:2 (0:1) | Burundi                          | El Hadj Hassan Gouled Aptidon Stadium, Djibouti City, |                                       |
|                            | - Arab 68' | Reporte   | - Kanyamuneza 19' - Nahimana 88' | Árbitra: Agneta Itubo Napangor, Kenia                 | Árbitra: Agneta Itubo Napangor, Kenia |

En el resultado global clasificó Burundi, al imponerse 8-1
| 21 de julio de 2017 | Libia | vs.     | Sierra Leona |  |  |
|                     |       | Reporte |              |  |  |

| 4 de agosto de 2017 | Sierra Leona | vs.     | Libia |  |  |
|                     |              | Reporte |       |  |  |

Libia se retiró clasificándose Sierra Leona
| 21 de julio de 2017, 16:00 | Botsuana     | 1:7     | Kenia                                                                              | Lobatse Stadium, Lobatse,           |                                     |
|                            | - Atlang 39' | Reporte | - Amunyolet 11', 85' - Shilwatso 20' - Nekesa 60', 75' - Corazone 79' - Wacera 83' | Árbitra: Rusina Kuda Majo, Zimbabue | Árbitra: Rusina Kuda Majo, Zimbabue |

| 5 de agosto de 2017, 15:00 | Kenia | vs.     | Botsuana | Kenyatta Stadium, Machakos, |                             |
|                            |       | Reporte |          | Árbitra: Anna Akoyi, Uganda | Árbitra: Anna Akoyi, Uganda |

Botsuana no se presentó a jugar el partido de vuelta y se retiró por razones financieras, clasificándose Kenia

### Primera Ronda
| Equipo 1  | Global | Equipo 2     | Ida   | Vuelta |
| --------- | ------ | ------------ | ----- | ------ |
| Burundi   | w/o    | Ruanda       |       |        |
| Sudáfrica | 9 - 0  | Namibia      | 5 - 0 | 4 - 0  |
| Marruecos | 3 - 2  | Senegal      | 2 - 0 | 1 - 2  |
| Nigeria   | 9 - 0  | Tanzania     | 3 - 0 | 6 - 0  |
| Túnez     | w/o    | Sierra Leona |       |        |
| Guinea    | w/o    | Camerún      | 0 - 9 |        |
| Argelia   | 0 - 10 | Ghana        | 0 - 5 | 0 - 5  |
| Etiopía   | 3 - 4  | Kenia        | 2 - 2 | 1 - 2  |

### Segunda Ronda
| Equipo 1     | Global | Equipo 2  | Ida   | Vuelta |
| ------------ | ------ | --------- | ----- | ------ |
| Burundi      | 2 - 5  | Sudáfrica | 2 - 0 | 0 - 5  |
| Marruecos    | 2 - 6  | Nigeria   | 1 - 1 | 1 - 5  |
| Sierra Leona | w/o    | Camerún   |       |        |
| Ghana        | 10 - 1 | Kenia     | 5 - 0 | 5 - 1  |

### Tercera Ronda
| Equipo 1  | Global | Equipo 2 | Ida   | Vuelta |
| --------- | ------ | -------- | ----- | ------ |
| Sudáfrica | 0 - 8  | Nigeria  | 0 - 2 | 0 - 6  |
| Camerún   | 1 - 4  | Ghana    | 1 - 1 | 0 - 3  |

## Equipos clasificados para la Copa Mundial Femenina Sub-20 de la FIFA
Los siguientes dos equipos de CAF se clasificaron para la Copa Mundial Femenina Sub-20 de la FIFA 2018.

| Nigeria | Ghana |